# Adaptación psicológica

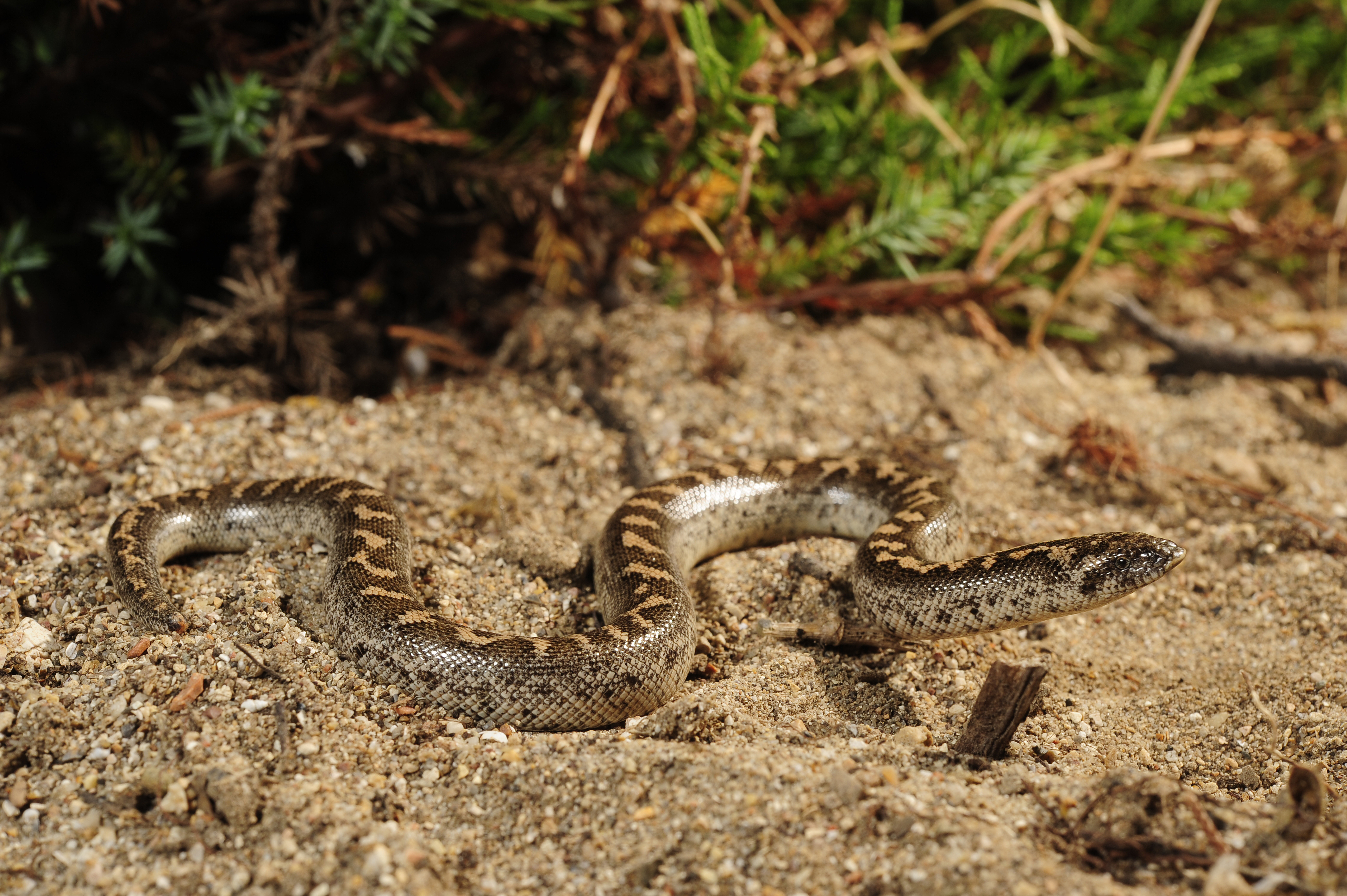
Una adaptación psicológica observada universalmente en los humanos es aprender fácilmente a tener miedo a las serpientes.

Una adaptación psicológica es un rasgo funcional, cognitivo o conductual que beneficia a un organismo en su entorno. Las adaptaciones psicológicas entran dentro del ámbito de los mecanismos psicológicos evolucionados (MPE), sin embargo, los MPE se refieren a un conjunto menos restringido. Las adaptaciones psicológicas incluyen sólo los rasgos funcionales que aumentan la aptitud de un organismo, mientras que los EPM se refieren a cualquier mecanismo psicológico que se haya desarrollado a través de los procesos de la evolución. Estos EPM adicionales son los rasgos subproductos del desarrollo evolutivo de una especie (véanse las enjutas), así como los rasgos vestigiales que ya no benefician a la aptitud de la especie. Puede ser difícil saber si un rasgo es vestigial o no, por lo que algunos autores son más indulgentes y se refieren a los rasgos vestigiales como adaptaciones, aunque ya no tengan funcionalidad adaptativa. Por ejemplo, algunos han afirmado que las actitudes y comportamientos xenófobos parecen tener ciertas influencias de la MPE relacionadas con la aversión a las enfermedades, sin embargo, en muchos entornos estos comportamientos tendrán un efecto perjudicial sobre la aptitud de una persona. Los principios de la adaptación psicológica se basan en la teoría de la evolución de Darwin y son importantes para los campos de la psicología evolutiva, la biología y la ciencia cognitiva.

## Teoría darwiniana

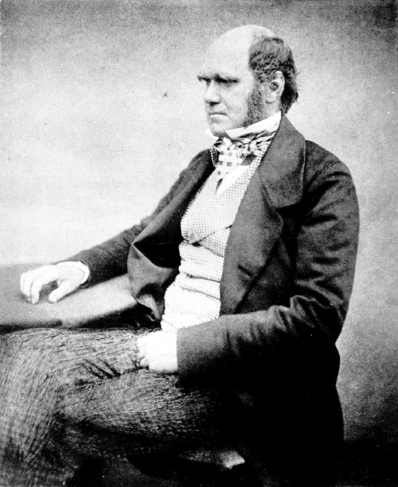
Charles Darwin

Charles Darwin propuso su teoría de la evolución en El origen de las especies (1859). Su teoría dicta que las adaptaciones son rasgos que surgen de las presiones selectivas a las que se enfrenta una especie en su entorno. Para ser consideradas adaptativas, las adaptaciones deben beneficiar las posibilidades de supervivencia o reproducción de un organismo, y se transmiten a la siguiente generación a través de este proceso de selección natural. Las adaptaciones psicológicas son aquellos rasgos adaptativos que consideramos cognitivos o conductuales. Pueden incluir estrategias sociales conscientes, respuestas emocionales subconscientes (culpa, miedo, etc.) o los instintos más innatos. Los psicólogos evolucionistas consideran una serie de factores en lo que determina una adaptación psicológica, como la funcionalidad, la complejidad, la eficiencia y la universalidad. La mente adaptada se considera un texto fundacional de la psicología evolucionista, que integra aún más la teoría darwiniana en la psicología moderna.

## Adaptación evolucionada frente al comportamiento aprendido
Los psicólogos evolutivos, los cognitivistas y los conductistas discrepan sobre dónde trazar la línea de lo que se considera una adaptación psicológica y lo que se considera un comportamiento aprendido. Mientras que el conductismo explica ciertos comportamientos como respuestas condicionadas, el cognitivismo puede argumentar que estos comportamientos surgen de una adaptación psicológica que instituye una preferencia por ese comportamiento. La psicología evolutiva propone que la psicología humana consiste principalmente en adaptaciones psicológicas, a lo que se opone el modelo de tabula rasa o pizarra en blanco de la psicología humana. Los primeros conductistas, como B.F. Skinner, se inclinaban por el modelo de la pizarra en blanco y sostenían que los comportamientos innatos y los instintos eran escasos; algunos conductistas sugerían que el único comportamiento innato era la capacidad de aprender. Por otro lado, Steven Pinker presenta la perspectiva cognitivista en su libro The Blank Slate (La pizarra en blanco), en el que cuestiona los modelos de la tabula rasa y sostiene que el comportamiento humano está formado por adaptaciones psicológicas.
Los conductistas sostienen que la atracción tiene influencias condicionantes, como las de los medios de comunicación o las normas culturales, mientras que otros sostienen que se basa en adaptaciones psicológicas. Sin embargo, las preferencias sexuales son un tema difícil de probar debido a la cantidad de varianza y flexibilidad que presenta la elección de pareja. Una solución híbrida a las adaptaciones psicológicas y los comportamientos aprendidos se refiere a una adaptación como la capacidad de la especie para un determinado comportamiento, mientras que cada organismo individual necesita estar condicionado para mostrar ese comportamiento. Este enfoque puede explicar la adquisición del lenguaje en relación con el modelo de lenguaje humano del lingüista y científico cognitivo Noam Chomsky. Su modelo sostiene que la capacidad para el lenguaje es una adaptación psicológica (que implica tanto las estructuras cerebrales necesarias para el lenguaje como la disposición para la adquisición del lenguaje), sin embargo, los niños carecen de cualquier instanciación particular del lenguaje al nacer, y en su lugar deben aprender una en su entorno.

## Selección sexual
Las estrategias de apareamiento de ambos sexos pueden simplificarse en diferentes adaptaciones psicológicas. Existen numerosas pruebas de que la evitación del incesto, es decir, la tendencia a evitar las relaciones sexuales con parientes cercanos, es una adaptación evolutiva del comportamiento. La prevención del incesto puede observarse en todas las culturas humanas y es evidente en los animales salvajes. Los psicólogos evolucionistas sostienen que la evitación del incesto se adaptó debido a la mayor probabilidad de producir hijos con discapacidades graves al aparearse con parientes, y porque la variabilidad genética ofrece un aumento de la aptitud con respecto a la supervivencia de la descendencia. Los celos sexuales son otro comportamiento observado en animales humanos y no humanos que parece ser instintivo. Algunos psicólogos evolutivos consideran que la resolución heurística de problemas y la preferencia constante por patrones de comportamiento son adaptaciones psicológicas. Por ejemplo, la tendencia de las hembras a cambiar sus estrategias sexuales cuando se enfrentan a presiones de desarrollo, como la ausencia del padre, puede ser el resultado de una adaptación psicológica.

## Adaptación psicológica en los varones
Los machos humanos han desarrollado adaptaciones psicológicas que les hacen atractivos para el sexo opuesto con el fin de aumentar su éxito reproductivo. Evolutivamente, a un macho le compensa ser polígamo -tener varias parejas femeninas a la vez- porque así puede crear más descendencia de una vez, ya que ellas no tienen que invertir tiempo en gestar un feto. Algunos ejemplos de estas otras adaptaciones son las estrategias para atraer a las hembras, las estrategias para retener a una pareja y el deseo de mantener relaciones a corto plazo.

### Humor

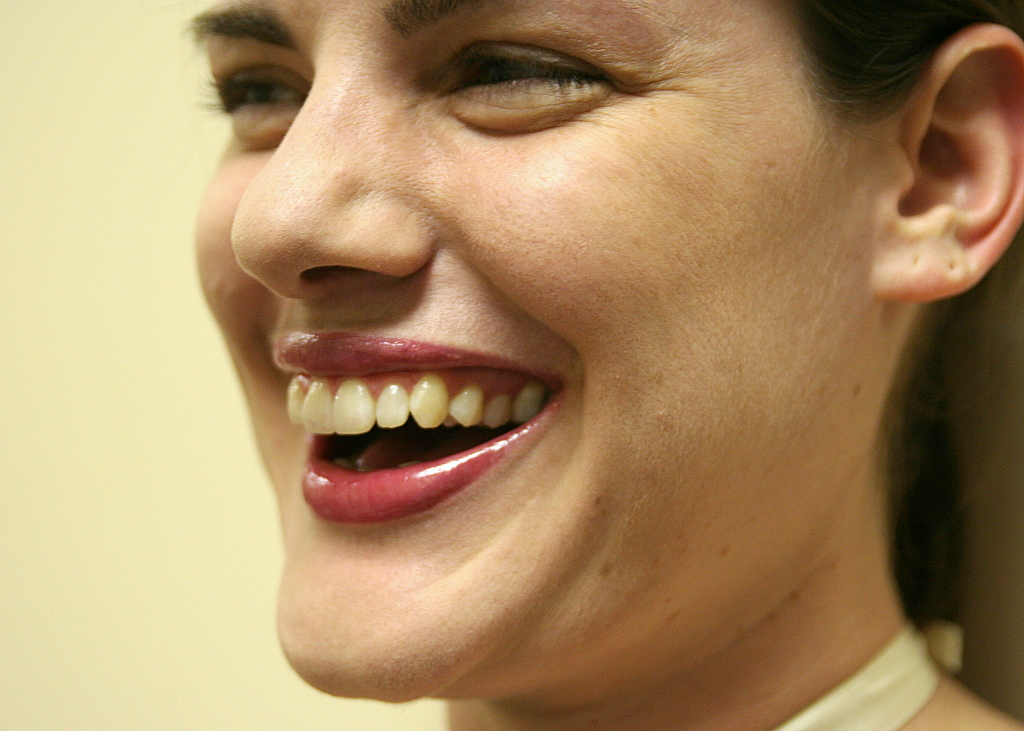
Las mujeres encuentran más atractivos a los hombres con sentido del humor.

Se ha investigado que el humor se selecciona sexualmente y actúa como indicador de aptitud. Según esta investigación, se concluyó que la producción de humor aumenta el valor de pareja en los hombres, y algunas mujeres buscan hombres con buen sentido del humor. A su vez, se cree que algunos hombres han desarrollado una adaptación en la que se esfuerzan por producir humor con el objetivo de atraer parejas femeninas.

### Proporción cintura-cadera
Los machos humanos han desarrollado una adaptación en la que encuentran a las mujeres más atractivas si muestran indicios de fertilidad, como un buen índice cintura-cadera. Las mujeres con una relación cintura-cadera de 0,7 se consideran más atractivas para los hombres que las que tienen una relación de 0,8, a las que se considera que tienen una figura más masculina, porque se percibe que pueden tener más hijos y que son más fértiles y sanas.

### Retención de la pareja

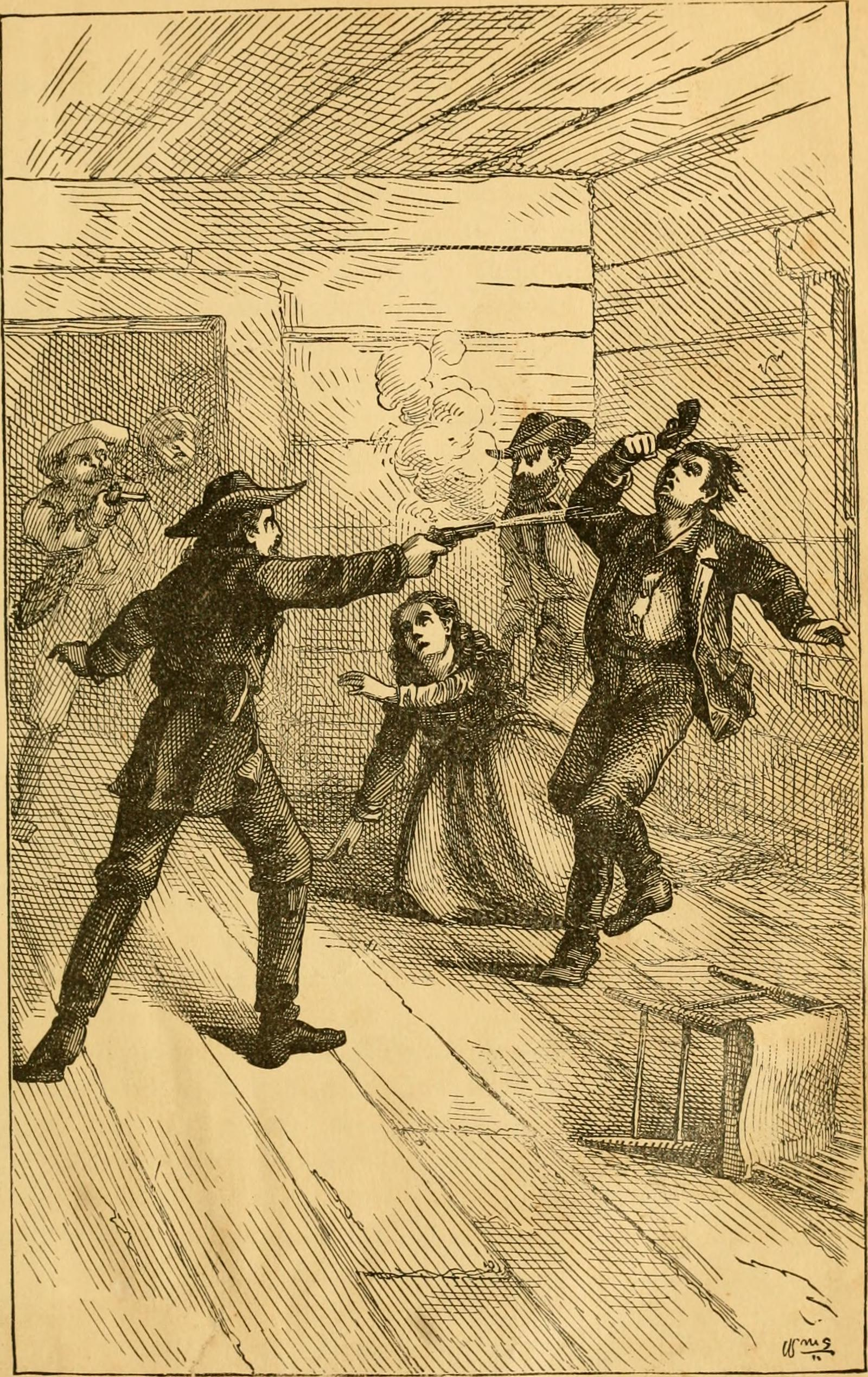
Históricamente, los hombres se pelean entre sí como estrategia de retención de pareja.

Los machos han desarrollado comportamientos que les ayudan a retener a su pareja, también conocidos como protección de la pareja, con el fin de mejorar el éxito reproductivo en las relaciones a largo plazo. Ejemplos de ello son las manipulaciones intersexuales, que consisten en que el macho manipula la forma en que su pareja ve su relación actual y la repele de otras relaciones, lo que puede hacer aumentando su propio valor o disminuyendo el de otros machos. En casos extremos, algunos hombres han desarrollado adaptaciones intersexuales que impiden a su pareja relacionarse con otros hombres, incluido el uso de la violencia. Al hacer esto, las mujeres pueden ser menos capaces de abandonar esa relación, aunque sea por miedo. Por otro lado, las manipulaciones intrasexuales se utilizan para reducir cualquier otra opción de la mujer, lo que podría incluir disminuir el valor de su pareja o dejar claro a otros hombres que la mujer es "suya" utilizando técnicas posesivas como cogerla de la mano en público.

### Inversión parental
En cuanto a la inversión parental, los machos son mucho más cautelosos a la hora de invertir en la descendencia, ya que no pueden garantizar que el hijo sea suyo. Por lo tanto, como adaptación, los machos tienden a invertir en la descendencia sólo si existe un alto nivel de compromiso y si se ha producido en una relación a largo plazo, en contraposición a las relaciones a corto plazo.

### Emparejamiento a corto plazo
Algunos machos humanos también han desarrollado una adaptación en la que desean más las relaciones a corto plazo que algunas hembras humanas. Esto se debe a que los hombres apenas tienen obligación de invertir, mientras que una hembra tiene que cargar con un niño durante nueve meses si se quedara embarazada tras el encuentro sexual. Evolutivamente, se cree que los machos tienen el deseo de reproducirse tanto como puedan, y las relaciones a corto plazo son una buena forma de inseminar a muchas mujeres con su esperma para que sus genes continúen a través de las generaciones. Hay muchas pruebas de cómo este apareamiento a corto plazo ha evolucionado psicológicamente para los machos, empezando por el deseo de tener una variedad de compañeras sexuales. Parece que un mayor porcentaje de hombres, en todas las culturas del mundo, desean más de una pareja sexual en un mes en comparación con las mujeres. Además, los hombres son más propensos que las mujeres a mantener relaciones sexuales con alguien que conocen desde hace sólo una hora, un día, una semana o un mes.

### Problemas
Sin embargo, existen algunos problemas adaptativos en el apareamiento a corto plazo que los hombres deben resolver; uno de ellos es evitar el compromiso y que las mujeres no mantengan relaciones sexuales con el macho hasta tener una señal de compromiso o inversión. Esto reduciría el número de parejas que un macho podría buscar y con las que podría tener éxito.

## Adaptación psicológica en las mujeres
Las adaptaciones específicas del sexo femenino evidencian un diseño especial con el fin de aumentar la aptitud y, a su vez, el éxito reproductivo.Por ejemplo, la elección de pareja, las tácticas de aversión a la violación y la enfermedad del embarazo son adaptaciones psicológicas específicas de la mujer, identificadas a través de la investigación empírica, que aumentan las contribuciones genéticas a través de la supervivencia y la reproducción.

### La elección de pareja como adaptación

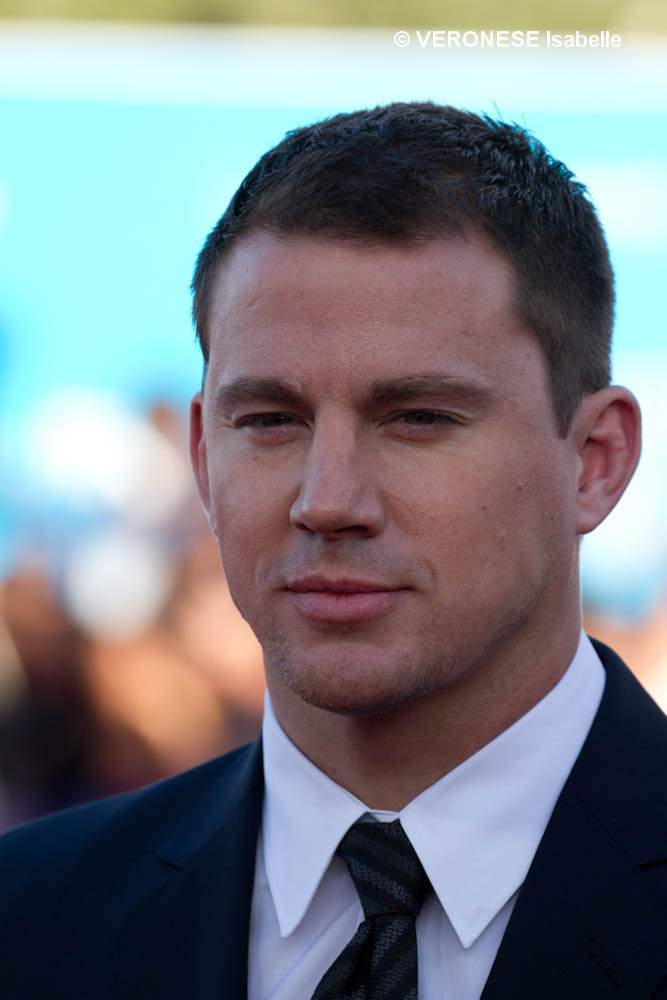
Las mujeres pueden utilizar señales faciales, como una mandíbula fuerte, para detectar la presencia de testosterona.

Una adaptación psicológica con fines de éxito reproductivo puede observarse en la elección femenina de pareja. David Buss, psicólogo evolutivo, examina los principios fundamentales de las presiones de selección que crean las preferencias humanas de pareja en su contribución a la publicación The Adapted Mind (La mente adaptada). Las mujeres han desarrollado procedimientos psicológicos que afectan a las decisiones de apareamiento en relación con determinados atributos físicos y comportamientos masculinos. Robert Trivers, biólogo evolutivo, esboza la base evolutiva de estas preferencias en relación con la inversión parental y la selección sexual, y propone que las hembras han adaptado una preferencia por aparearse con machos que muestran capacidad y voluntad de invertir recursos vitales para la supervivencia de la hembra y su descendencia. La investigación sugiere que las hembras son capaces de utilizar señales externas mostradas por los machos, como el territorio o las posesiones físicas.
Por ejemplo, las mujeres son capaces de evaluar la presencia de testosterona a largo plazo en los hombres observando las señales faciales de testosterona. La testosterona estimula el desarrollo craneofacial y da lugar a una mandíbula más cuadrada y, en consecuencia, a un aspecto más masculino. Las mujeres en la fase fértil de su ciclo menstrual perciben los rostros masculinos como más sanos y atractivos que los rostros masculinos femeninos. Las hembras muestran una adaptación psicológica para detectar la calidad de la pareja utilizando estas señales hormonales que muestran la aptitud y el valor reproductivo del macho. Los machos que muestran señales de testosterona demuestran a las hembras que son capaces de compensar los elevados costes fisiológicos, como los efectos inmunosupresores.

### Prevenir la violación
La investigación propone que las mujeres han desarrollado mecanismos psicológicos diseñados específicamente para motivar comportamientos o estrategias para evitar la violación, ya que la violación supone graves costes para la mujer, como el embarazo, el daño físico, las lesiones o la muerte, el abandono de la relación y la disminución de la autoestima. El mayor coste para la hembra es la elusión de su elección de pareja, que amenaza el éxito reproductivo, lo que da lugar a la posesión de adaptaciones como respuesta. Las pruebas sugieren que una serie de rasgos específicos de la hembra han evolucionado para reducir los riesgos asociados a sufrir una violación. La hipótesis del guardaespaldas propone que la evitación de la violación hace que las mujeres prefieran a machos físicamente fuertes o dominantes. Las mujeres también pueden formar grupos con hombres y mujeres como alianza protectora contra posibles violadores. El dolor psicológico experimentado tras una violación también se identifica como un proceso adaptativo diseñado para centrar a la mujer en las circunstancias sociales que rodearon la violación para su futura prevención.
Las pruebas de que se trata de una adaptación pueden observarse en mujeres en edad reproductiva que experimentan más dolor psicológico tras la violación debido a un mayor riesgo de concepción. Las investigaciones también sugieren que las mujeres en la fase fértil de su ciclo menstrual realizan menos conductas de riesgo que podrían derivar en el riesgo de violación. La capacidad de las mujeres para resistir una violación también cambia en relación con su ciclo menstrual; las mujeres en la fase fértil muestran un aumento en la fuerza de agarre de la mano cuando se las coloca en un escenario amenazante y sexualmente coercitivo. También se ha identificado que la susceptibilidad a las señales de coerción de un hombre es mayor en las mujeres fértiles.

### Enfermedad del embarazo
Una adaptación psicológica exclusiva de las mujeres es el mareo durante el embarazo, que es el resultado de la selección natural para evitar alimentos tóxicos durante el embarazo. Margaret Profet, bióloga evolutiva, aporta pruebas de esta adaptación en una revisión bibliográfica sobre el mareo durante el embarazo. Algunos alimentos vegetales, aunque no son perjudiciales para los adultos, pueden contener toxinas (por ejemplo, teratógenos) que son peligrosas para los embriones en desarrollo y pueden causar defectos congénitos como la asimetría facial. Prueba de ello es que las mujeres que experimentan casos más extremos de náuseas durante el embarazo tienden a tener menos probabilidades de abortar o de tener bebés con defectos congénitos. Esto se ajusta a los criterios de una adaptación, ya que mejora la aptitud y aumenta el éxito reproductivo: da lugar a una mayor fertilidad de la madre y contribuye a la salud del embrión en desarrollo.
Los investigadores discuten si se trata realmente de una adaptación psicológica, sin embargo las pruebas defienden que es el resultado de fuertes presiones selectivas en nuestro pasado hereditario. Por ejemplo, las toxinas sólo se encuentran en alimentos naturales de plantas silvestres, no en los alimentos procesados de nuestro entorno actual. Además, se ha descubierto que las mujeres embarazadas que padecen náuseas evitan determinados alimentos de olor amargo o picante, que pueden contener toxinas. Las náuseas inducidas por el embarazo sólo suelen producirse tres semanas después de la concepción, aproximadamente cuando el embrión ha empezado a formar los órganos principales y, por tanto, corre el mayor riesgo. También se trata de una adaptación universal transcultural, lo que sugiere que es un mecanismo innato.